# Limnocythere
Limnocythere é um género de crustáceo da família Limnocytheridae.
Este género contém as seguintes espécies:
- Limnocythere porphyretica